# Route nationale 44bis
Pour les articles homonymes, voir Route nationale 44.
La route nationale 44BIS, ou RN 44BIS, était une route nationale française  reliant Bonavis, au sud de Cambrai, à Saint-Quentin.
Lorsque, dans les années 1950, le parcours de la RN 44 fut modifié en une liaison Arras - Vitry-le-François, l'ancien tronçon terminal Bonavis - Saint-Quentin prit le numéro 44BIS. Finalement, la RN 44 a repris son ancien parcours vers Bonavis et même Cambrai en remplaçant, entre Bonavis et Cambrai la RN 17, le parcours vers Arras étant attribué aux RN 29, RD 44 et RN 17.

## Tracé de Bonavis à Saint-Quentin
- Bonavis, commune de Banteux
- Rancourt, commune de Honnecourt-sur-Escaut
- Gouy
- Le Catelet
- Bellicourt
- Riqueval, commune de Bellicourt
- La Baraque, commune de Bellenglise
- Saint-Quentin